# Agneta Karlsson
Agneta Karlsson (5 de outubro de 1962) é uma política sueca do Partido Social-Democrata.
Ela foi eleita membro suplente do Riksdag para o período 2014 – 2018 em representação do círculo do Condado de Estocolmo. Ela também serviu como Secretária de Estado, tanto para Ingela Thalén como para Gabriel Wikström.